# Thatchapol Chai-yan
Thatchapol Chai-yan (thailändisch ธัชพล ไชยยันต์, * 26. April 1999), auch als Dear bekannt, ist ein thailändischer Fußballspieler.

## Karriere
Thatchapol Chai-yan erlernte das Fußballmannschaft in der Jugendmannschaft von Muangthong United. Hier unterschrieb er 2019 auch seinen ersten Vertrag. Der Verein aus Pak Kret, einem nördlichen Vorort der Hauptstadt Bangkok, spielte in der ersten thailändischen Liga, der Thai League. Anfang 2020 wurde er an den Drittligisten Ayutthaya FC nach Ayutthaya ausgeliehen. Ende November kehrte er nach der Ausleihe zu Muangthong zurück. Zur Saison 2021/22 wechselte er ebenfalls auf Leihbasis zum Zweitligisten Ayutthaya United FC. 
Sein Zweitligadebüt für den ebenfalls in Ayutthaya beheimateten Verein gab Thatchapol Chai-yan am 10. September 2021 (2. Spieltag) im Heimspiel gegen den Chainat Hornbill FC. Hier stand er in der Startelf und wurde in der 80. Minute gegen Naruebet Udsa ausgewechselt. Ayutthaya gewann das Spiel 5:3. Für Ayutthaya bestritt er 28 Zweitligaspiele. Nach Vertragsende in Muangthong wechselte er im August 2022 nach Trat zum Zweitligisten Trat FC. Am Ende der Saison 2022/23 feierte er mit Trat die Vizemeisterschaft und den Aufstieg in die erste Liga. Für Trat bestritt er 16 Ligaspiele. Nach dem Aufstieg wurde sein Vertrag im Sommer 2023 nicht verlängert. Im Juni 2023 unterschrieb er einen Vertrag beim Drittligisten Samut Sakhon City FC. Mit dem Verein aus Samut Sakhon spielte er 15-mal in der Bangkok Metropolitan Region der Liga. Nach einer Spielzeit wechselte er im August 2024 in die Eastern Region. Hier schloss er sich dem Navy FC an. Am Ende der Saison 2024/25 feierte er mit dem Verein die Meisterschaft der Region. Nach insgesamt 21 Ligaspielen, in denen er fünf Treffer erzielte, wurde sein Vertrag im Sommer 2025 nicht verlängert. Im August 2025 unterschrieb er in Sisaket einen Vertrag beim Zweitligisten Sisaket United FC.

## Erfolge
Trat FC
- Thailändischer Zweitligavizemeister: 2022/23  ▲

Navy FC
- Thai League 3 – East: 2024/25